# パスカル・キニャール
パスカル・キニャール（Pascal Quignard、1948年4月23日 - ）は、フランスの小説家である。

## 経歴
1948年、ウール県ヴェルヌイユで生まれた。父方は代々オルガン奏者の家系で、母方は文法学者の家系。
大学ではエマニュエル・レヴィナスのもとで哲学を学ぶ。1977年からガリマール社の出版選考に携わり、1994年に退社してからは執筆に専念。
16世紀の詩人モーリス・セーヴの研究者で、古典文学や音楽、美術についてのエッセイを執筆。小説「めぐり逢う朝」(’91年)はアラン・コルノー監督により映画化されヒットした。2000年に『ローマのテラス』にてアカデミー・フランセーズ賞、2002年「さまよえる影」でゴンクール賞を受賞、2017年アンドレ・ジッド賞を受賞した。
代々続くオルガン製作者の家系に生まれ、音楽にも親しむ。チェリストとして鳴らし、1990〜94年ミッテラン大統領の要請により、ベルサイユ・バロックオペラ音楽祭の運営委員長を務めた。

## 受賞歴
- アカデミー・フランセーズ賞 2000年 （Terrasse à Rome(『ローマのテラス』)に対して）
- ゴンクール賞　2002年（Les Ombres errantes（『さまよえる影』）に対して）

## 日本語訳された作品
- 『めぐり逢う朝』 高橋啓訳 早川書房 1992
- 『音楽のレッスン』 吉田加南子訳 河出書房新社 1993
- 『ヴュルテンベルクのサロン』 高橋啓訳 早川書房 1993
- 『シャンボールの階段』 高橋啓訳 早川書房 1994
- 『アルブキウス』 高橋啓訳 青土社 1995
- 『アメリカの贈りもの』ハヤカワ文庫、高橋啓訳 早川書房 1996
- 『音楽への憎しみ』 高橋啓訳 青土社 1997
- 『舌の先まで出かかった名前』 高橋啓訳 青土社 1998
- 『辺境の館』 高橋啓訳 青土社 1999
- 『アプロネニア・アウィティアの柘植の板』 高橋啓訳 青土社 2000
- 『ローマのテラス』 高橋啓訳 青土社 2001
- 『さまよえる影』 高橋啓訳 青土社 2003
- 『アマリアの別荘』 高橋啓訳 青土社 2010
- 『秘められた生』小川登美里 水声社 叢書フィクションの楽しみ 2013

パスカル・キニャール・コレクション（水声社）
- 『さまよえる影たち』<最後の王国1> 小川美登里・桑田光平訳 2017 ISBN 978-4-80-100223-4
- 『いにしえの光』<最後の王国2> 小川美登里訳 2016 ISBN 978-4-80-100221-0
- 『落馬する人々』<最後の王国7> 小川美登里訳 2018 ISBN 978-4-8010-0225-8
- 『約束のない絆』 博多かおる訳 2016 ISBN 978-4-80-100222-7
- 『謎　キニャール物語集』 小川美登里訳 2017 ISBN 978-4-80-100224-1
- 『涙』 博多かおる訳 2018 ISBN 978-4-8010-0226-5
- 『静かな小舟』<最後の王国6> 小川美登里訳 2018 ISBN 978-4-80-100227-2
- 『音楽の憎しみ』 博多かおる訳 2019 ISBN 978-4-8010-0228-9
- 『はじまりの夜』 大池惣太郎訳 2020 ISBN 978-4-8010-0229-6
- 『死に出会う思惟』<最後の王国9> 千葉文夫訳 2021 ISBN 978-4-8010-0230-2
- 『ル・アーヴルから長崎へ』 小川美登里訳 2021 ISBN 978-4-8010-0559-4
- 『ダンスの起源』 桑田光平・堀切克洋・パトリック・ドゥヴォス訳 2021 ISBN 978-4-8010-0231-9
- 『深淵』<最後の王国3> 村中由美子訳 2022 ISBN 978-4-8010-0232-6

## 著書
- L'être du balbutiement, 1969
- Alexandra de Lycophron, 1971
- La Parole de la Délie, 1974
- Écho, 1975
- Sang, 1976
- Hiems, 1977
- Sarx, 1977
- Les Mots de la terre, de la peur et du sol, 1978
- Inter aerias fagos, 1979
- Sur le défaut de terre, 1979
- Le Secret du domaine, 1980
- Le Vœu de silence, 1985
- Une Gêne technique à l'égard des fragments, 1986
- Le Lecteur, 1976
- Carus, 1979
- Les Tablettes de buis d'Apronenia Avitia（『アプロネニア・アウィティアの柘植の板』）, 1984
- La leçon de musique（『音楽のレッスン』）, 1987
- Petits traités, 1990
- Albucius（『アルブキウス』）, 1990
- Le Sexe et l'Effroi, 1994
- Rhétorique spéculative, 1995
- La Haine de la musique（『音楽への憎しみ』）, 1996
- La Frontière（『辺境の館』）, 1998
- Le Lecteur, 1976
- Le Salon du Wurtemberg（『ヴュルテンベルクのサロン』）, (Paris: Gallimard, 1986)
- Les Escaliers de Chambord（『シャンボールの階段』）, 1989
- en:Tous les matins du monde（『めぐり逢う朝』）, (Paris: Gallimard, 1991)
- Vie secrète, 1998
- Le Nom sur le bout de la langue（『舌の先まで出かかった名前』）, 1993
- L'Occupation américaine, 1994
- Le sexe et l'effroi, 1994
- Les septante, 1994
- L'amour conjugal, 1994
- Rhétorique spéculative, 1996
- Vie secrète, 1998
- Terrasse à Rome(『ローマのテラス』), 2000
- Tondo, 2002
- Le Dernier Royaume
  - I: Les ombres errantes（『さまよえる影』） (Paris: Gallimard, 2002)
  - II: Sur le jadis (Paris: Gallimard, 2002)
  - III: Abîme (Paris: Gallimard, 2002)
  - IV: Les paradisiaques, 2005
  - V: Sordidissimes, 2005
- Villa Amalia（『アマリアの別荘』）, 2006